# SV Zulte Waregem
Sportvereniging Zulte Waregem – belgijski klub piłkarski z siedzibą w Waregem. Został założony w 1950 roku.

## Historia
W 1950 w mieście Zulte powstał klub Zulte Sportief. W 1976 połączył się z SK Zulte i powstał w ten sposób klub Zulte VV. W 2001 Zulte VV połączył się z K.S.V. Waregem, grającym od lat w pierwszej lidze i tak powstał SV Zulte-Waregem. Klub rozpoczął rozgrywki w 2002 r. ale już po jednym sezonie został zdegradowany do drugiej ligi. Powrócił do niej w 2006. W tym samym roku klub odniósł swój największy sukces zdobywając Puchar Belgii.

## Sukcesy
- Eerste klasse:
  - wicemistrzostwo: 2012/2013
- Tweede klasse:
  - zwycięstwo: 2004/2005
- Puchar Belgii:
  - zwycięstwo: 2005/2006, 2016/2017
  - finał: 2013/2014
- Superpuchar Belgii:
  - finał: 2006, 2017

## Europejskie puchary
Legenda do wszystkich tabel:
- Q – runda eliminacyjna, 1/16, 1/8, 1/4, 1/2 – odpowiednia faza rozgrywek, Grupa – runda grupowa, 1r gr – pierwsza runda grupowa, 2r gr – druga runda grupowa, F – finał, R – runda, PO – play-off
- k. – rzuty karne, los. – losowanie, Dogr. – dogrywka, w. – zasada bramek strzelonych na wyjeździe

| Sezon   | Rozgrywki     | Runda   | Przeciwnik          | Dom | Wyjazd | Ogólnie    |
| ------- | ------------- | ------- | ------------------- | --- | ------ | ---------- |
| 2006/07 | Puchar UEFA   | 1R      | Lokomotiw Moskwa    | 2–0 | 1–2    | 3–2        |
| 2006/07 | Puchar UEFA   | Grupa F | Austria Wiedeń      |     | 4–1    | 3. miejsce |
| 2006/07 | Puchar UEFA   | Grupa F | Sparta Praga        | 3–1 |        | 3. miejsce |
| 2006/07 | Puchar UEFA   | Grupa F | RCD Espanyol        |     | 2–6    | 3. miejsce |
| 2006/07 | Puchar UEFA   | Grupa F | AFC Ajax            | 0–3 |        | 3. miejsce |
| 2006/07 | Puchar UEFA   | 1/16    | Newcastle United    | 1–3 | 0–1    | 1–4        |
| 2013/14 | Liga Mistrzów | 3Q      | PSV Eindhoven       | 0–3 | 0–2    | 0–5        |
| 2013/14 | Liga Europy   | PO      | APOEL FC            | 1–1 | 2–1    | 3–2        |
| 2013/14 | Liga Europy   | Grupa D | Maribor             | 1–3 | 1–0    | 3. miejsce |
| 2013/14 | Liga Europy   | Grupa D | Rubin Kazań         | 0–2 | 0–4    | 3. miejsce |
| 2013/14 | Liga Europy   | Grupa D | Wigan Athletic      | 0–0 | 2–1    | 3. miejsce |
| 2014/15 | Liga Europy   | 2Q      | Zawisza Bydgoszcz   | 2–1 | 3–1    | 5–2        |
| 2014/15 | Liga Europy   | 3Q      | Szachcior Soligorsk | 2–5 | 2–2    | 4–7        |
| 2017/18 | Liga Europy   | Grupa K | OGC Nice            | 1–5 | 1–3    | 3. miejsce |
| 2017/18 | Liga Europy   | Grupa K | S.S. Lazio          | 3–2 | 0–2    | 3. miejsce |
| 2017/18 | Liga Europy   | Grupa K | Vitesse             | 1–1 | 2–0    | 3. miejsce |

## Skład na sezon 2021/2022
| Nr | Poz. | Piłkarz                                       |
| -- | ---- | --------------------------------------------- |
| 1  | BR   | Sammy Bossut                                  |
| 4  | OB   | Joost van Aken                                |
| 6  | PO   | David Hubert                                  |
| 7  | PO   | Luka Zarandia                                 |
| 8  | PO   | Lasse Vigen Christensen                       |
| 9  | NA   | Jelle Vossen                                  |
| 10 | PO   | Omar Govea                                    |
| 11 | PO   | Bassem Srarfi                                 |
| 14 | OB   | Alessandro Ciranni                            |
| 15 | PO   | Frank Boya (wypożyczony z Royalu Antwerp)     |
| 16 | PO   | Abdoulaye Sissako                             |
| 17 | NA   | Jean-Luc Dompé                                |
| 19 | PO   | Dereck Kutesa (wypożyczony ze Stade de Reims) |
| 21 | PO   | Ibrahima Seck                                 |
| 22 | PO   | Bent Sørmo                                    |

| Nr | Poz. | Piłkarz                                    |
| -- | ---- | ------------------------------------------ |
| 23 | PO   | Alieu Fadera                               |
| 24 | OB   | Ewoud Pletinckx                            |
| 25 | BR   | Louis Bostyn                               |
| 27 | OB   | Laurens De Bock                            |
| 33 | OB   | Cameron Humphreys                          |
| 50 | BR   | Sef Van Damme                              |
| 51 | BR   | Martijn Beernaert                          |
| 54 | OB   | Dion De Neve                               |
| 56 | OB   | Rousseau De Poorter                        |
| 57 | OB   | Wout Debuyser                              |
| 67 | PO   | Lukas Willen                               |
| 71 | OB   | Cheick Thiam                               |
| 80 | NA   | Youssuf Sylla                              |
| 93 | NA   | Zinho Gano                                 |
| 98 | PO   | Idrissa Doumbia (wypożyczony ze Sportingu) |